# NGC 7249
NGC 7249 (другие обозначения — PGC 68606, ESO 190-1) — линзообразная галактика (S0) в созвездии Журавль.
Этот объект входит в число перечисленных в оригинальной редакции «Нового общего каталога».